# NGC 195
NGC 195 (również PGC 2391) – galaktyka spiralna z poprzeczką (SBa), znajdująca się w gwiazdozbiorze Wieloryba. Odkrył ją Wilhelm Tempel w 1876 roku.